# پلوپن
شهر پلوپن (به رومانیایی: Plopeni) در شهرستان پرهوا در کشور رومانی واقع شده‌است. جمعیت این شهر ۱۰٬۰۸۳ نفر  است.